# Glenn Cornick
Glenn Douglas Barnard Cornick (* 23. April 1947 in Barrow-in-Furness, Cumbria; † 28. August 2014 in Hilo, Hawaii) war ein britischer Rockmusiker. Er war der erste Bassist der Rockband Jethro Tull.

## Biografie
Cornick spielte bei einer Reihe von Bands, bevor er zu Jethro Tull kam, zuletzt bei John Evan in dessen „John Evan Band“, die auch als „The John Even Smash“ auftrat. Als diese Gruppe sich 1967 auflöste, bildeten einige verbleibende Bandmitglieder, darunter Glenn Cornick und Ian Anderson, mit anderen Musikern eine neue Gruppe, die sich – nach mehreren Namenswechseln – schließlich „Jethro Tull“ nannte. Cornick ist Co-Autor der ersten Single von Jethro Tull, Aeroplane, die jedoch unter dem Bandnamen Jethro Toe veröffentlicht wurde. Er wurde 1970 von Anderson aus der Band geworfen, da Anderson mit Cornicks damaliger Lebensweise als „Partylöwe“ nicht einverstanden war.
1971 gründete Cornick die Band „Wild Turkey“, die bis 1974 bestand und zwei Alben herausbrachte. 1974 brachten sie noch drei Titel auf einem Sampler unter, Don’t Dare to Forget. 
1974–1975 spielte Cornick bei der deutschen Band Karthago, auf deren Album Rock’N’Roll Testament er zu hören ist. 1975 gründete er mit Bob Welch (ex-Fleetwood Mac) die Band Paris, die 1976 zwei Alben auf den Markt brachte, bevor sie sich auflöste. 
1977 zog Cornick in die Vereinigten Staaten. Mitte der 1990er gab es eine Neuauflage von „Wild Turkey“. 1996 erschien ein neues Album, Stealer of Years, dem im neuen Jahrtausend weitere folgten.
Cornick starb im Alter von 67 Jahren in seinem Haus auf Hawaii an akuter Herzinsuffizienz.
Nach Aussage seines Sohnes Drew hatte er sich in ärztlicher Behandlung befunden.

## Diskografie

### Mit Jethro Tull
- This Was (1968)
- Stand Up (1969)
- Benefit (1970)
- Living in the Past (Kompilation, 1972)

### Mit Wild Turkey
- Battle Hymn (1971)
- Turkey (1972)
- Don’t Dare To Forget (1974) (3 neue Titel auf einem 4-Platten-Sampler)
- Stealer of Years (1996)
- Final Performance (2000)
- Live In Edinburgh (2001)
- You & Me in the Jungle (2006)

### Mit Karthago
- Rock ’N’ Roll Testament (1975)

### Mit Paris
- Paris (1976)
- Big Towne, 2061 (1976)